# Авотниек, Янис Янович
Янис Янович Авотниек (латыш. Jānis Avotnieks; 14 июня 1907 года, Лифляндская губерния, Российская империя — 1987 год, Латвийская ССР) — животновод колхоза «Узвара» Огрского района Латвийской ССР. Герой Социалистического Труда (1966).

## Биография
До 1944 года работал у зажиточных крестьян. С 1944 года — заместитель председателя райисполкома. С 1949 года — бригадир полеводческой, комплексной бригады колхоза «Узвара» Огрского района. В 1957 году вступил в КПСС. С 1962 года — скотник, животновод в этом же колхозе.
Добился высоких трудовых результатов в животноводстве. Во время Семилетки (1959—1965) среднесуточный привес на каждую голову крупного рогатого скота составил в среднем 700 грамм. Досрочно выполнил личное социалистическое обязательство и плановые задания Семилетки по животноводству. Указом Президиума Верховного Совета СССР от 22 марта 1966 года удостоен звания Героя Социалистического Труда «за достигнутые успехи в развитии животноводства, увеличении производства и заготовок мяса, молока, яиц, шерсти и другой продукции» с вручением ордена Ленина и золотой медали Серп и Молот.
Работал в колхозе до выхода на пенсию.
Скончался в 1987 году.
Награды и звания
- Герой Социалистического Труда
- Орден Ленина
- Медаль «За трудовую доблесть» (15.02.1958).